# Чург, Джейкоб
Джейкоб Чург (англ. Churg Jacob) (16 июля 1910, Долгиново Вилейского уезда Виленской губернии — 27 июля 2005, Нью-Йорк) — польско-американский врач, патолог.
Родился в Долгиново в семье врача Вольфа Мордуховича Хурга (Хургина) (1876, Минск—?) и зубного врача Гиты Равич. Во время Второй мировой войны отец был депортирован в Эстонию и погиб в концлагере .
Якоб Хург учился в Вильнюсском университете, который окончил в 1933 году. Был ассистентом лаборатории патологии в университете, а в 1936 году стал доктором медицины. В том же году он эмигрировал в США, где его дядя, Луис Харгин, был заведующим дерматологическим отделением больницы Маунт-Синай. Сперва работал в бактериологической лаборатории, в 1943 г. занялся патологией. В 1966 году он стал профессором патологии.
Опубликовал более 300 статей, в том числе учебники . Он сотрудничал с Лоттой Штраус и вместе с ней описал заболевание, эозинофильный гранулёматоз с полиангиитом, которое теперь известно как синдром Чарга-Стросса.

### Научные труды
- «Rola narządów płciowych w zmianach zawartości dopełniacza pod wpływem hormonu gonadotropowego». «Polska Gazeta Lekarska» 15, 50, стр. 973—975 (1936)
- «Przypadek utajenogo bloku wewnątrzkomorowego». «Nowiny Lekarskie» 49, 6, стр. 187—191 (1937)
- «Glomerulonephritis» Ekkehard Grundmann, Jacob Churg. Springer-Verlag, 1976 г.ISBN 3-540-07442-2
- «Renal Disease:Classifications and Atlas of Glomerular Diseases» Jacob Churg, Jay Bernstein, Richard J. Glassok. Igaku-Shoin, 1995 г.ISBN 0-89640-257-6
- «System Vasculitides» Andrew Churg, Jacob Churg. Igaku-Shoin, 1991 г.ISBN 0-89640-195-2
- « Kidney Disease:Present Status». Williams & Wilkins, 1979 г.ISBN 0-683-01671-7